# 이리나 판타예바
이리나 판타예바(러시아어: Ирина Пантаева, 1967년 10월 31일 ~ )는 러시아의 패션 모델로, 키는 1.78m이며 부랴트족 출신이다. 이리나는 일반적으로는 슈퍼모델이지만 영화 배우이기도 하다(《모탈컴뱃:전멸》 등 영화에도 출연한 적이 있음). 이리나는 16살인 1988년 라트비아의 사진기사였던 롤란드 레빈(Roland Levin, 1957년 ~ )을 만났다.
1994년에 미국으로 이주했다. 1989년에 태어난 루슬란, 2003년 12월 21일에 태어난 솔롱고 아들 2명이 있다.

## 저서
- 시베리아의 꿈 (1998년)